# Мардкович Олександр Маркович
Олександр Маркович Мардкович (Кокізов; пол. Aleksander Mardkowicz/Kokizow; 8 березня (24 лютого) 1875, Луцьк — 5 квітня 1944, Луцьк) — письменник, поет, популяризатор караїмської мови та культури.

## Життєпис
Олександр Мардкович народився в небагатій родині Марка та Ганни, до шлюбу Локшиньскої. Батько переселився до Луцька з Кукезіва (Червоний Острів) — він був останнім членом тієї громади — і все життя пропрацював учителем в початковій школі. Родина Мардковичів жила на Караїмській вулиці, де було зосереджене все життя луцької караїмської громади.
Початкову школу та гімназію Олександр закінчив у рідному місті. Після випуску став працювати в нотаріальному бюро. У 1901 році залишив Луцьк, попрямувавши спочатку до Бреста, а потім до Катеринослава . Там він також працював в нотаріальній конторі і одночасно продовжував навчання на юридичних курсах у Києві. У 1903 році, здавши на відмінно іспит на право самостійного виконання обов'язків нотаріуса, він відкрив власне нотаріальне бюро.
Здобувши спеціальність Олександр Мардкович одружився. Він також брав активну участь у громадському житті місцевої караїмської громади. В цей же час два його твори були опубліковані в журналі «Караїмське життя» (Москва).
Під час революції в Російській імперії родина Мардковичів виїхала до Польщі . А в грудні 1921 року вони знову повернулися в рідні місця.
У Луцьку Олександр Мардкович почав працювати в одній з нотаріальних контор, одночасно присвячуючи себе активній громадській діяльності.

## Суспільно-політична діяльність
- Дарувальник караїмського Олександрівського духовного училища
- Член Комітету з відновлення кенаси (після 1921 року)
- Тимчасово виконував обов'язки голови правління громади
- Брав участь в роботі по врегулюванню юридичного статусу караїмів, з підготовки статутів окремих караїмських громад і Статуту Караїмського релігійного союзу.

Розуміючи, що караїмська мова поступово відходить у небуття, він наприкінці 1920-х років запропонував створити караїмське видавництво. Опубліковані ним праці мали на меті збудження серед караїмів інтересу до власного минулого, зміцнення традицій і за допомогою надання матеріалів для читання — також поширення знання мови. Саме з його ініціативи, караїмська мова стала однією з мов богослужіння караїмів у Східній Європі .
У 1930—1939 роках Олександр Мардкович видав 16 найменувань книг, включаючи одинадцять — караїмською мовою. У більшості випадків він сам був їх автором, сам готував публікації до друку і видавав власним коштом.
Діяльність Мардковича перервала Друга світова війна .

## Твори караїмською мовою
Цикл «Караїмська бібліотечка»
- Elijahunun Ucuru («Пригода Еліягу», 1930, авторський твір)
- Birtihi Kekłernin («Зерно небес», 1931, авторський твір)
- Aj Jaryhynda («У місячному світлі», 1933, авторський твір)
- Aziz Tas («Священний камінь», 1934, авторський твір)
- Zemerłer (Збірник релігійних пісень, 1931, літературна обробка)
- Łuwachłar dert jiłha («Календар на чотири роки», 1932, містить, окрім таблиць, науково-популярні статті та невеликі літературні твори)
- Halic («Галич», 1937, поема свідчить про чималі поетичні здібності Мардковича)
- Janhy jirłar («Нові пісні», 1937)
- Szełomit («Шеломіт», 1938)
- Tozdurhan birtik («Розсипане зерно», 1939, збірник чотиривіршів)

## Твори польською мовою
- Synowie Zakonu («Сини Закону», 1930)
- O Iljaszu Karaimowiczu zwierzchniku wojsk zaporoskich («Про Ілляша Караїмовича, ватажка Війська Запорозького») 1931 — художній твір приписують Мардковичу караїмське походження і представляє його видатним військовим, патріотом, який до смерті був вірним Польщі та польським королям[2][3] .
- Ogniska karaimskie («Караїмські вогні» 1932, 1934, 1936)
- Karaim, jego życie i zwyczaje w przysłowiach ludowych («Караїм, його життя і звичаї в народних прислів'ях», 1935)
- Krótki wykład gramatyki języka zachodnio-karaimskiego («Короткий виклад граматики західно-караїмської мови») Ананій Зайончковський
- Słownik karaimsko-polsko-niemiecki («Караїмсько-польсько-німецький словник» обсягом 4417 словникових статей, 1935). Словник залишався єдиним словником караїмської мови аж до 1973 року, коли був опублікований «Караїмсько-російсько-польський словник»

## Журнал «Karaj Awazy»
Головним починанням Олександра Мардковича, справою всього життя стало видання караїмомовного часопису.
У 1931—1939 роках було видано дванадцять чисел «Karaj Awazy» («Голос караїма»), що містять статті різноманітної тематики, літературні твори, дитячі вірші і загадки, інформацію про актуальні події в житті караїмських громад Польщі та інших країн.
Велика частина робіт належала самому Мардковичу. Крім того тут публікувалися роботи Товія Леві-Бабовича, З. Зараховича, Бориса Кокеная, Й. Малецького, Сергія Рудковського, Шимона Фірковича, поетичні твори Захарія Абрагамовича, С. Кобецького, Ш. Лопатто, а також твори таких авторів, як Моше Дар'ї або ріббі Йозеф з Деражного.

## Особисте життя
У 1910 році Олександр Мардкович одружився з єврейкою Розалією Сандомирською, яка народила доньку Тамару, синів Анатолія і Марка. Нащадки Мардковичів живуть в Польщі і, насамперед, у Гданську. У 1917 році Олександр Мардкович направляв до Таврійського і Одеського караїмських духовних правліннь чимало клопотань з проханням причислити його сина, що народився від шлюбу з жінкою юдейського віросповідання, до «лона караїмської релігії». Але вони були відкинуті гахамом на підставі того, що подібний шлюб вважався у караїмів незаконним.